# Шишкеевка
Шишкеевка — река в России, протекает по Рузаевскому и Старошайговскому районам Республики Мордовия. Устье реки находится в 88 км от устья Сивини по правому берегу. Длина реки составляет 24 км, площадь водосборного бассейна — 130 км².
Исток реки в Шишкеевском лесу в 5 км к юго-западу от села Шишкеево. Верхнее и среднее течение реки лежат в Рузаевском районе, нижнее — в Старошайговском. Река течёт на север, затем на северо-запад и запад. Протекает село Шишкеево и деревни Подверниха и Ровный. Ниже Шишкеева на реке плотина и запруда. Впадает в Сивинь напротив села Старая Теризморга.

## Данные водного реестра
По данным государственного водного реестра России относится к Окскому бассейновому округу, водохозяйственный участок реки — Мокша от истока до водомерного поста города Темников, речной подбассейн реки — Мокша. Речной бассейн реки — Ока.
Код объекта в государственном водном реестре — 09010200112110000027674.